# Baltasar Martín
Baltasar Martín (Garafía, c. 1520, Santa Cruz de La Palma, 2 de agosto de 1553) fue el líder de la resistencia de La Palma ante los ataques piráticos de François Le Clerc, más conocido por Jambe de Bois o Pata de Palo.
Muchos de los pormenores de su biografía son desconocidos, si bien hay constancia de que los hechos que lo hicieron famoso son objetivamente históricos.

## Biografía
Baltasar Martín es, posiblemente el garafiano más universal, aunque su lugar exacto de nacimiento se desconoce y se atribuye su origen al barrio de Garafía de Juan-Adalid, en torno a 1520, no quedando, tristemente, registro de los libros de bautismo de la Iglesia de San Antonio del Monte, la cual se quemó, siendo el actual santuario una reconstrucción del templo original. Aunque no se sabe documentalmente su lugar de nacimiento, se da por cierto que nació, en La Villa de Garafía.
Es considerado por todos como un valiente y aguerrido líder, aunque de origen humilde, pues se tiene por cierto que en su juventud fue pastor. Se cuenta también que Baltasar Martín, era un robusto joven, de singular y esbelta planta, además de ser un ferviente creyente. Pero lo realmente relevante es que el 21 de julio de 1553 sucede un hecho histórico: observa en lontananza una flota de barcos piratas que llaman su atención porque están atacando la ciudad de Santa Cruz de la Palma, ya pasto de los incendios provocados por los asaltantes y sus habitantes en fuga (posiblememte se encontraría haciendo labores de pastoreo, supuestamente en los altos de La Fuente Nueva, el Roque de los Muchachos o Los Andenes de donde se divisa la ensenada de Santa Cruz de la Palma, junto a los pies del Risco de la Concepción). De esta manera, desde el  otero de las cumbres de Garafía pudo ver varias naves que cercan e invaden la ciudad. Animado por la curiosidad y sintiendo el profundo amor patrio del que estaba imbuido, acude a la capital, que en aquellos momentos era el tercer puerto del Imperio Español, después de Sevilla y Amberes que en aquella época servía de astillero y de muelle de aprovisionamiento para hacer la travesía por el Atlántico hacia el Caribe o de puerto de recalada de los barcos que venían de las Indias hacia Sevilla o los Países Bajos. 
Quedó asombrado a la par que desolado porque toda la población huía hacia los montes motivado por el miedo del citado ataque pirata, que antes le llamó la atención. En realidad el ataque era del pirata francés François Le Clerc, apodado "Jambe de Bois" o "Pata de Palo".
La sorpresiva llegada de Le Clerc con más de setecientos hombres por el barranco de Las Nieves y La Explanada hubiera concluido como cualquier otro acto pirata de la época: robo, sangre, muerte, prisioneros, e incendios, cuestiones estas que ya el pirata había intentado hacer, sin contar con la sagacidad y capacidad de mando del pastor garafiano unido a su natural inteligencia y valor. En ese momento es cuando se da la vuelta la historia y los sucesos dan un brusco giro y acaba en una sonada victoria palmera.
Su valentía y capacidad de liderazgo hizo que reuniera la atemorizada población en fuga, los armó de cuchillos, palos de almendro argollados con forjadas conteras de hierro (arma poderosa y muy eficaz en manos de campesinos, auténticos maestros en su utilización) y piedras y en una lucha sin cuartel, que se desarrolló a lo largo de 11 días con sus noches en las inmediaciones de la antigua calle de Los Molinos (que hoy lleva el nombre de Baltasar Martín), y finalmente vencieron al enemigo.
Se cuenta que el núcleo del argumentario dado a los palmeros en el curso de la arenga que les dirigió para insuflarles ánimo y valor se puede resumir en la frase “La bala pasa, pero el palo envasa”, refiriéndose a que la bala pasa de largo, pero el golpe de un palo no se puede esquivar. Los arcabuces de los de Le Clerc poco pudieron hacer frente a la acometida de las lanzas argolladas y las piedras de los de Baltasar Martín. Los franceses, derrotados, abandonaron parte del botín subiendo con premura a sus barcas y desde ellas a los navíos, marchándose de las costas de La Palma.
Después de esta titánica y desigual lucha, ya con su victoria en las manos, movido por su poderosa fe a Baltasar Martín sólo le quedaba dar gracias a Dios por haberle dado la suficiente inteligencia, valor y arrestos para acometer semejante lucha y vencer al enemigo. A tal fin corrió hacia el Convento de La Concepción (actualmente complejo de San Francisco), y en su caminar hacia el templo nuestro héroe y valiente garafiano fue confundido con un gabacho por un monje del santuario que, al verlo llegar a la puerta, le lanzó desde lo alto del campanario un ladrillo, con tan mala fortuna que fue herido en la cabeza, muriendo en el acto.
Los palmeros de Santa Cruz de la Palma honrando a Baltasar Martín, se honran a sí mismos, y casi 400 años después, el Ayuntamiento de Santa Cruz de La Palma decidió denominar a la calle Los Molinos con el nombre de nuestro héroe. Esto no pasó desapercibido para el pueblo natal de Baltasar Martin, y muestra de ello es la nota de gratitud que el 2 de marzo de 1901, el Heraldo de La Palma publicaba en sus páginas de esta guisa:

Garafía, 11 de febrero de 1901.

Muy distinguido Sr. nuestro: Faltaríamos a los deberes que el patriotismo y la gratitud nos imponen, si dejáramos de aplaudir como palmeros, y agradecer como vecinos de Garafía, el acuerdo tomado por ese Excelentísimo Ayuntamiento de poner el nombre del invicto Baltasar Martín, hijo de este pueblo, a una de las calles de esa población; acuerdo justísimo que, al honrar la memoria del heroico garafiano que supo valientemente castigar la osadía de los piratas franceses que invadieron esa ciudad el 21 de julio de 1553, perpetúa a la par el recuerdo de tan memorable suceso, página gloriosa de la brillante historia de nuestra querida Palma. Sirvan pues, estas líneas de entusiasta felicitación al Excelentísimo Ayuntamiento por el acto de justicia que con ese acuerdo ha realizado.